# IC 4311
IC 4311 је спирална галаксија у сазвјежђу Кентаур која се налази на листи објеката дубоког неба у Индекс каталогу.
Деклинација објекта је - 51° 2' 11" а ректасцензија 13h 40m 8,0s. Привидна величина (магнитуда) објекта IC 4311 износи 13,3 а фотографска магнитуда 14,1. IC 4311 је још познат и под ознакама ESO 220-27, IRAS 13370-5047, PGC 48352.